# Flight Nurse
Flight Nurse is een Amerikaanse oorlogsfilm uit 1953 onder regie van Allan Dwan. In Nederland en Vlaanderen werd de film destijds uitgebracht onder de titel Helden zonder glorie.

## Verhaal
Gedurende de oorlog in Korea  begeleiden militaire verpleegkundigen gewonde soldaten tijdens hun vlucht naar het ziekenhuis. De verpleegster Polly Davis wordt verliefd op de helikopterpiloot Mike Barnes. De ambulancepiloot Bill Eaton heeft ook zijn oog laten vallen op haar.

## Rolverdeling
| Acteur          | Personage                |
| --------------- | ------------------------ |
| Joan Leslie     | Luitenant Polly Davis    |
| Forrest Tucker  | Kapitein Bill Eaton      |
| Arthur Franz    | Kapitein Mike Barnes     |
| Jeff Donnell    | Luitenant Ann Phillips   |
| Ben Cooper      | Soldaat Marvin Judd      |
| James Holden    | Sergeant Frank Swan      |
| Kristine Miller | Luitenant Kit Ramsey     |
| Maria Palmer    | Kapitein Martha Ackerman |
| Dick Simmons    | Luitenant Tommy Metcalfe |
| James Brown     | Vliegtuigmonteur         |
| Hal Baylor      | Sergeant Jimmy Case      |